# Slipher (cráter)

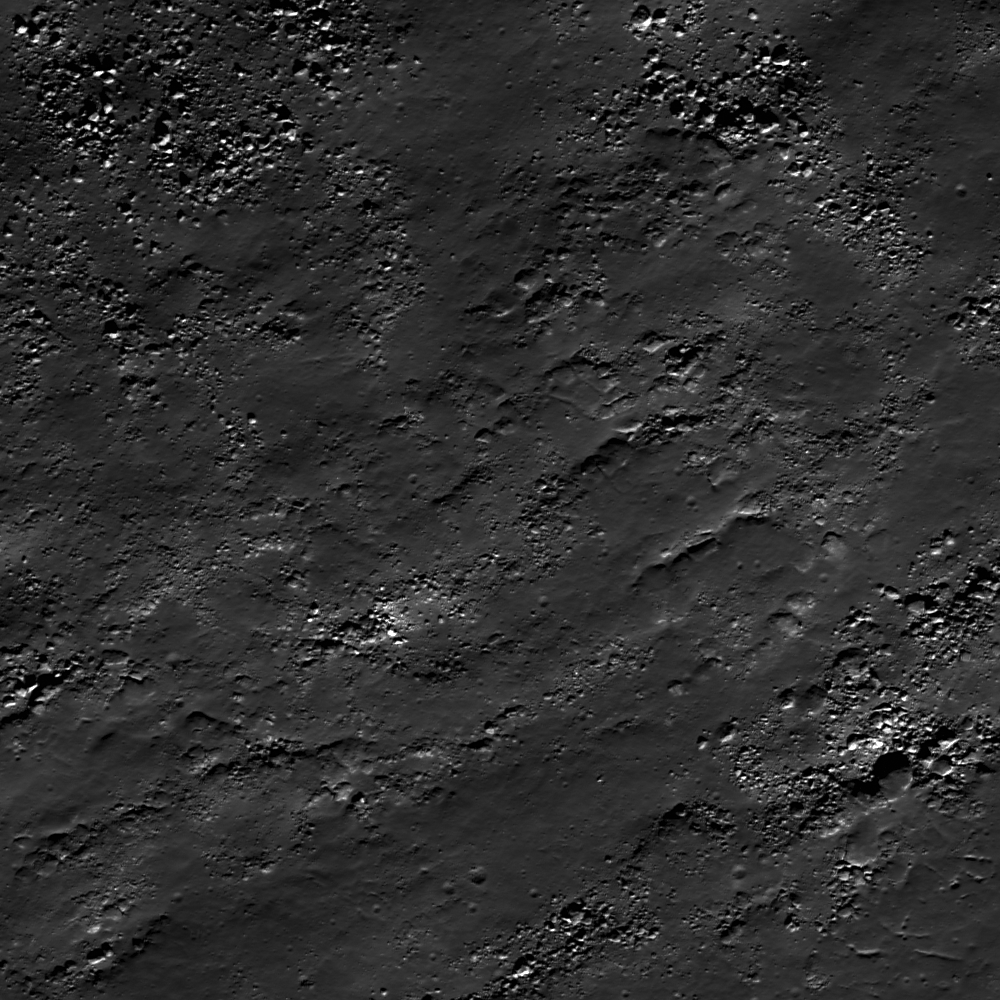
Slipher S Fotografía de la misión LRO

Slipher es un cráter de impacto que se encuentra en latitudes septentrionales de la cara oculta de la Luna. El cráter yace sobre el borde exterior suroccidental de la llanura amurallada del mucho más grande cráter D'Alembert, del que ocupa una parte del suelo interior. Al sur-sureste aparece el cráter Langevin.
|  |

Debido a que se superpone a D'Alembert, se sabe que Slipher es una formación más reciente, y por lo tanto ha sufrido mucha menos erosión. El borde es circular, pero tiene un contorno algo irregular, especialmente donde cruza D'Alembert. El más pequeño Slipher S, un impacto todavía más reciente con un borde afilado, invade el borde occidental y las paredes interiores de Slipher, cuyo suelo interior es algo desigual excepto en el noreste. Presenta un grupo de pequeñas crestas centrales cerca del punto medio.

## Cráteres satélite
Por convención estos elementos son identificados en los mapas lunares poniendo la letra en el lado del punto medio del cráter que está más cercano a Slipher.
|         | \| Slipher \| Coordenadas \| Diámetro \| \| ------- \| ------------------------------ \| -------- \| \| S \| 49°12′N 158°42′E / 49.2, 158.7 \| 26 km \| |          |
| Slipher | Coordenadas | Diámetro |
| S       | 49°12′N 158°42′E / 49.2, 158.7 | 26 km    |

## Referencias

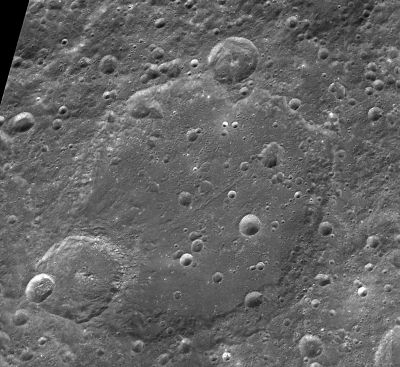
Fotografía de la misión Clementine (1994)